# Шварц, Христиан Готфридович
Христиан Готфридович (Хрестьян Фёдорович) Шварц (20 августа 1912, с. Петерфельд, Петропавловский уезд, Акмолинская область, Российская империя — 4 сентября 1987, с. Петерфельд, Бишкульский район, Северо-Казахстанская область, Казахская ССР, СССР) — комбайнёр Петропавловской МТС, село Петерфельд Северо-Казахстанской области, Казахская ССР. Герой Социалистического Труда (1952). Член КПСС с 1956 года.

## Биография
С 1930 года трудился рядовым колхозником в родном селе. В 1937 году окончил Кызылжарскую школу сельской механизации, после чего стал работать комбайнёром Петропавловской МТС.
За высокие трудовые показатели был награждён в 1950 году Орденом Трудового Красного Знамени и в 1952 году удостоен звания Героя Социалистического Труда.
В 1957 году после реорганизации МТС перешёл работать в местный совхоз имени Коминтерна.
В 1965—1973 гг. — заведующий машинно-тракторной мастерской колхоза имени XXII партсъезда Мамлютского (с 1967 года — Бишкульского) района.
Избирался депутатом Верховного Совета Казахской ССР 7-го созыва.
Умер 4 сентября 1987 года, похоронен на кладбище села Петерфельд.
Награды
- Герой Социалистического Труда — указом Президиума Верховного Совета СССР от 21 июня 1952 года
- Орден Ленина
- Орден Трудового Красного Знамени